# Camponotus etiolatus
Camponotus etiolatus är en myrart som beskrevs av Wheeler 1904. Camponotus etiolatus ingår i släktet hästmyror, och familjen myror. Inga underarter finns listade.

## Bildgalleri

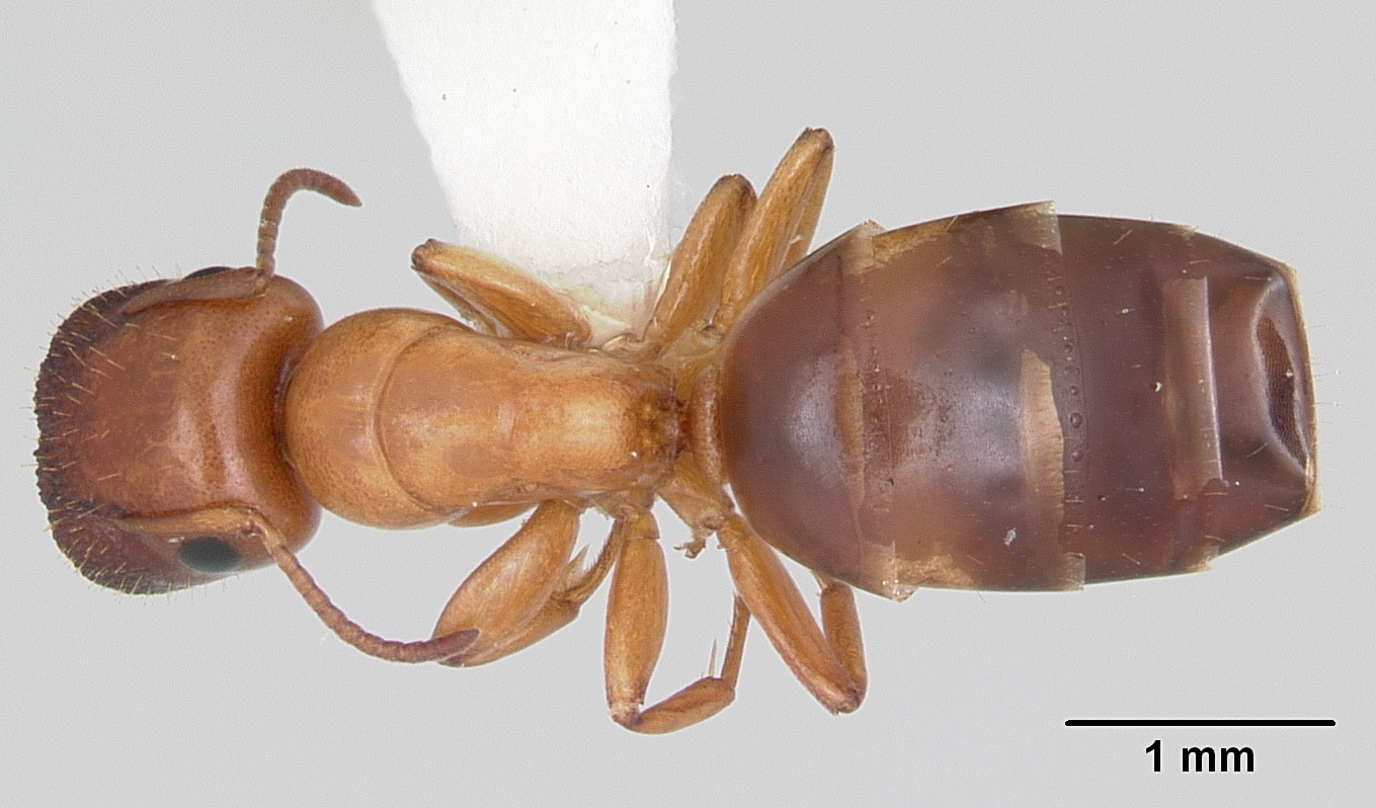
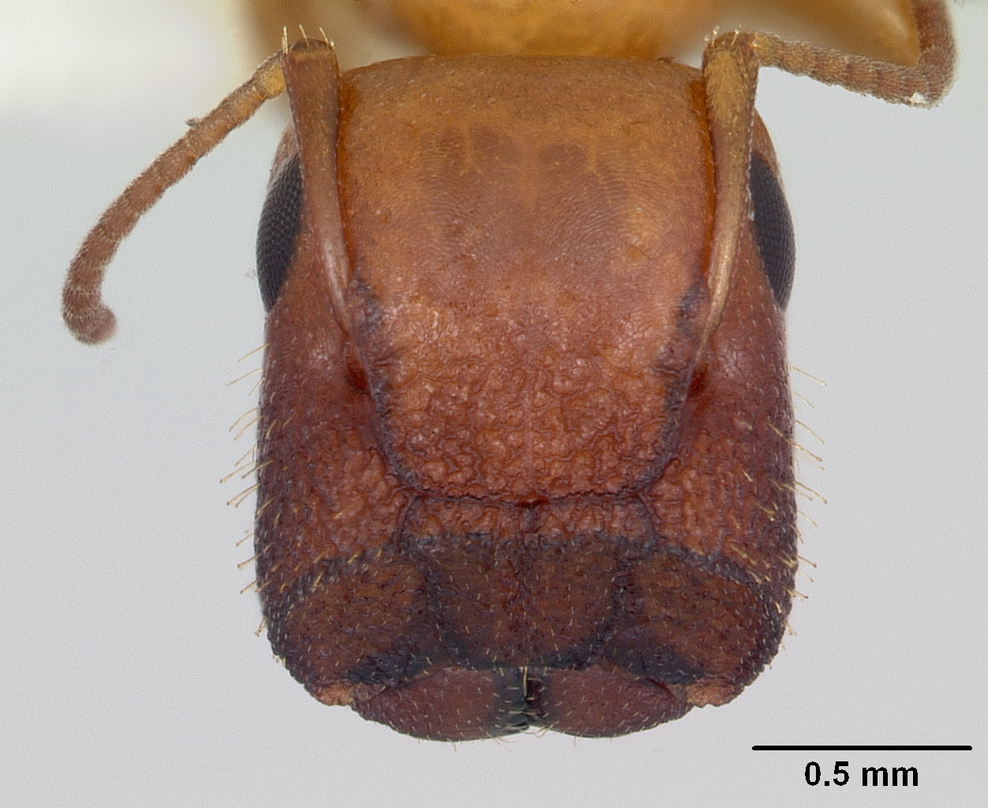
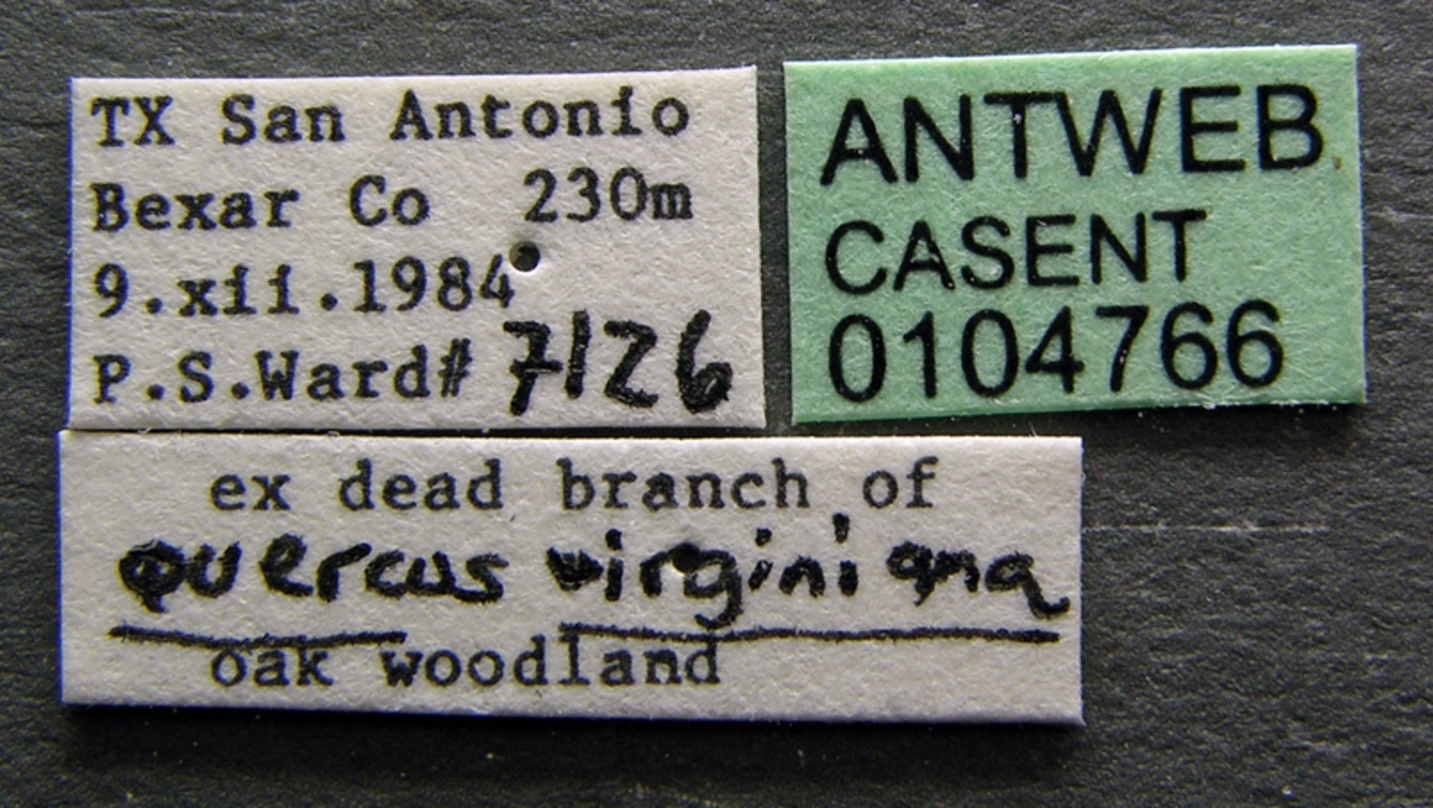
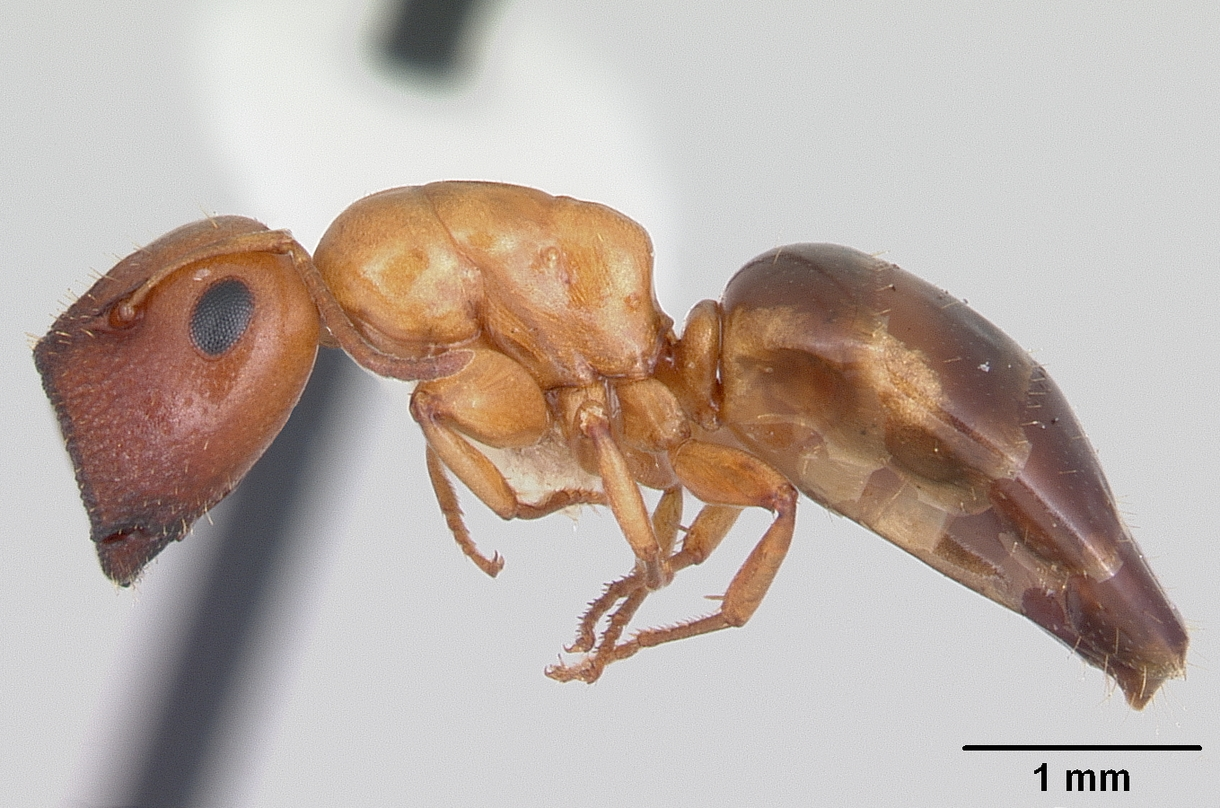
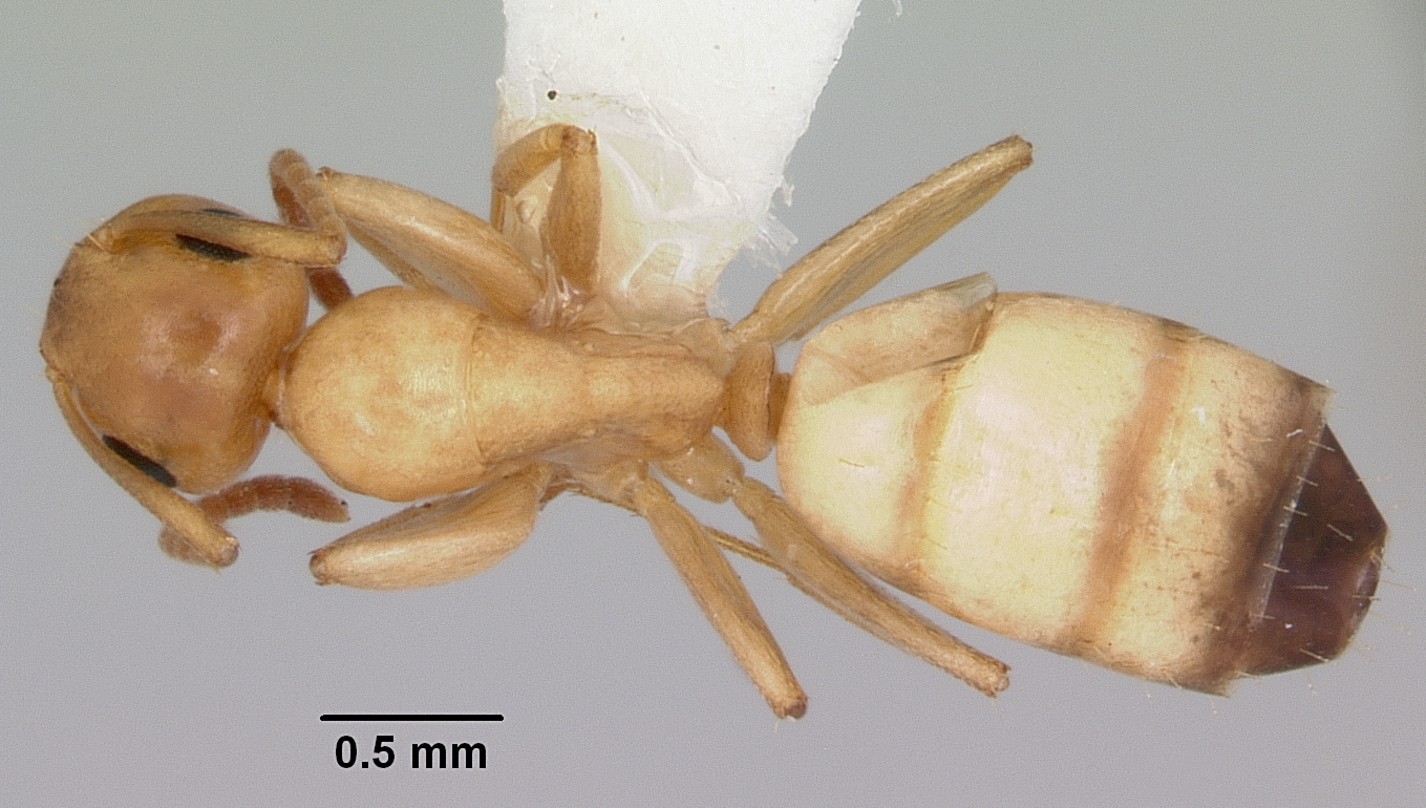
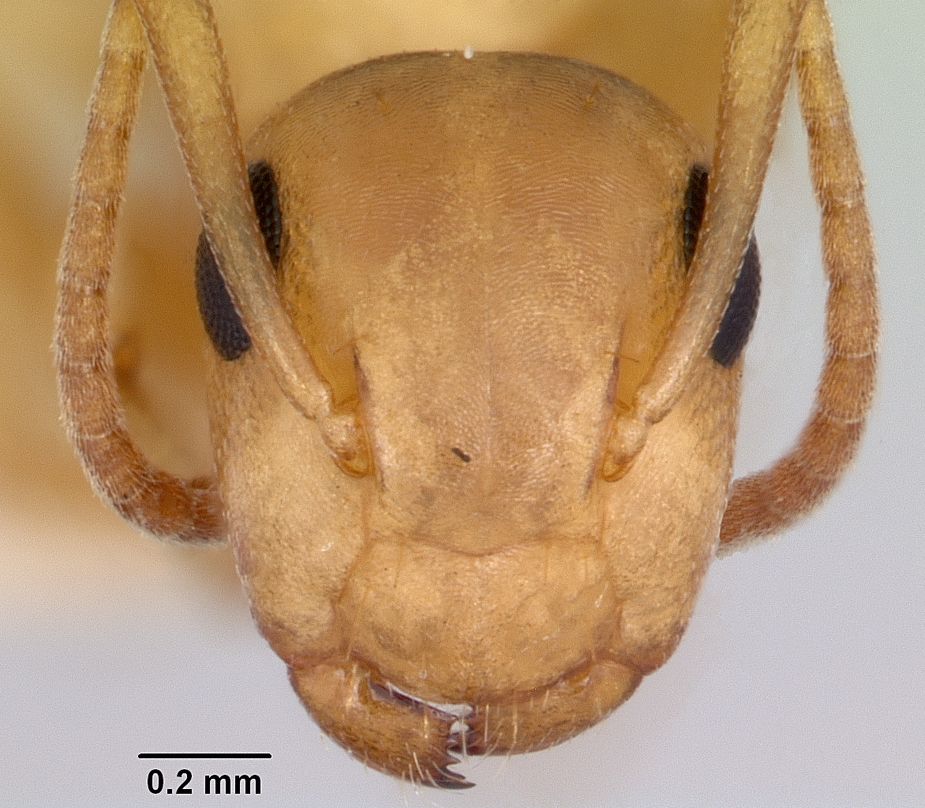